# Idaea dura
Idaea dura är en fjärilsart som beskrevs av Louis Beethoven Prout 1922. Idaea dura ingår i släktet Idaea och familjen mätare. Inga underarter finns listade i Catalogue of Life.